# 아크 시스템 웍스
아크 시스템 웍스 주식회사(Arc System Works Co., Ltd., アークシステムワークス株式会社 아쿠시스테무와쿠스카부시키가이샤[*])는 일본 가나가와현 요코하마시에 본사를 둔 비디오 게임 제작 회사이다. 1998년 키도오카 미노루가 설립해 초기에는 타 기업의 하청 회사로 시작했으나 2000년대부터 《길티 기어》, 《블레이블루》 등 2D 아케이드 격투 게임을 주로 제작한다.

## 개요
1988년에 주식회사 아크라는 이름으로 설립하였으며, 1991년에 현 회사명으로 변경하였다. 대표 작으로 《길티 기어 시리즈》가 있다. 2016년 7월에는 대한민국 서울에 아시아 지점을 세웠다.

## 제작

### 개발 게임
| 연도 | 제목                                                                  | 플랫폼 | 배급사                                                             |
| ---- | --------------------------------------------------------------------- | --- | ------------------------------------------------------------------ |
| 1988 | 파이널 랩                                                             | 패밀리 컴퓨터 | 남코                                                               |
| 1988 | 더블 드래곤                                                           | 세가 마스터 시스템 | 세가                                                               |
| 1988 | 비질란테                                                              | 세가 마스터 시스템 | 세가                                                               |
| 1989 | 스크램블 스피리츠                                                     | 세가 마스터 시스템 | 세가                                                               |
| 1989 | 배틀 아웃런                                                           | 세가 마스터 시스템 | 세가                                                               |
| 1989 | 롤링 썬더                                                             | 패밀리 컴퓨터 | 남코                                                               |
| 1990 | 대마계촌                                                              | 세가 마스터 시스템 | 세가                                                               |
| 1990 | 마이클 잭슨의 문워커                                                  | 세가 마스터 시스템 | 세가                                                               |
| 1990 | 코드 네임: 바이퍼                                                     | 패밀리 컴퓨터 | 캡콤                                                               |
| 1990 | 치요노 후지의 오이초                                                  | 패밀리 컴퓨터 | 페이스                                                             |
| 1990 | 오퍼레이션 울프                                                       | PC 엔진 | NEC 애버뉴                                                         |
| 1990 | 펭고                                                                  | 게임 기어 | 세가                                                               |
| 1990 | 슈퍼 모나코 GP                                                        | 게임 기어, 세가 마스터 시스템                                                                                         | 세가                                                               |
| 1991 | 배틀 커맨더: 팔부중, 수라의 병법                                      | 슈퍼 패미컴 | 반프레스토                                                         |
| 1992 | 공룡 라이더                                                           | 패밀리 컴퓨터 | 반다이                                                             |
| 1992 | 그레이트 배틀 사이버                                                  | 패밀리 컴퓨터 | 반프레스토                                                         |
| 1992 | 미소녀 전사 세일러문                                                  | 게임보이 | 엔젤                                                               |
| 1992 | 신세기 GPX: 사이버 포뮬러                                             | 슈퍼 패미컴 | 타카라                                                             |
| 1992 | 아이르통 세나의 슈퍼 모나코 GP II                                     | 게임 기어, 세가 마스터 시스템                                                                                         | 세가                                                               |
| 1993 | 배틀토드                                                              | 메가 드라이브, 게임 기어                                                                                              | 세가                                                               |
| 1993 | 스즈카 8 아워즈                                                       | 슈퍼 패미컴 | 남코                                                               |
| 1994 | 가이아 세이버                                                         | 슈퍼 패미컴 | 반프레스토                                                         |
| 1994 | 미소녀 전사 세일러문                                                  | 메가 드라이브 | 반다이                                                             |
| 1994 | 미소녀 전사 세일러문 S                                                | 슈퍼 패미컴 | 엔젤                                                               |
| 1994 | 소닉 드리프트                                                         | 게임 기어 | 세가                                                               |
| 1995 | 소닉 드리프트 2                                                       | 게임 기어 | 세가                                                               |
| 1995 | 버추어 오픈 테니스                                                    | 세가 새턴 |                                                                    |
| 1995 | EXECTOR                                                               | 플레이스테이션 |                                                                    |
| 1995 | 워저즈 하모니                                                         | 플레이스테이션, 세가 새턴                                                                                             |                                                                    |
| 1997 | 워저즈 하모니 2                                                       | 플레이스테이션, 세가 새턴                                                                                             |                                                                    |
| 1998 | 길티 기어                                                             | 플레이스테이션, 플레이스테이션 포터블, 플레이스테이션 3, 플레이스테이션 비타, 마이크로소프트 윈도우, 플레이스테이션 4 | 사미                                                               |
| 1998 | 워저즈 하모니 R                                                       | 플레이스테이션 |                                                                    |
| 1999 | Prismaticallization                                                   | 드림캐스트, 플레이스테이션                                                                                            |                                                                    |
| 1999 | Tanaka Torahiko no Uru Toraryuu Shogi                                 | 드림캐스트, 플레이스테이션                                                                                            |                                                                    |
| 2000 | 길티 기어 X                                                           | 세가 나오미, 드림캐스트, 플레이스테이션 2, 게임보이 어드밴스, 마이크로소프트 윈도우                                   | 사미                                                               |
| 2000 | Grappler Baki: Baki Saikyo Retsuden                                   | 플레이스테이션 2 | 다카라토미                                                         |
| 2001 | 길티 기어 X 플러스                                                    | 플레이스테이션 2 | 사미                                                               |
| 2001 | Digital Holmes                                                        | 플레이스테이션 2 |                                                                    |
| 2002 | X: Unmei no Sentaku                                                   | 플레이스테이션 | 남코                                                               |
| 2003 | 길티 기어 X Ver.1.5                                                   | 아토미스웨이브 | 사미                                                               |
| 2003 | 길티 기어 X2                                                          | 세가 나오미, 플레이스테이션 2                                                                                         | 사미                                                               |
| 2003 | 길티 기터 X2#리로드                                                   | 세가 나오미, 플레이스테이션 2, 엑스박스, 마이크로소프트 윈도우, 플레이스테이션 포터블                                 | 사미                                                               |
| 2004 | 길티 기어 이스카                                                      | 아토미스웨이브, 플레이스테이션 2, 엑스박스, 마이크로소프트 윈도우                                                     | 사미                                                               |
| 2004 | 드래곤볼 Z 무공투극                                                   | 게임보이 어드밴스 | 아타리, 반프레스토, 반다이                                         |
| 2005 | 북두의 권                                                             | 아토미스웨이브, 플레이스테이션 2                                                                                      | 세가                                                               |
| 2005 | 드래곤볼 Z 무공열전                                                   | 닌텐도 DS | 아타리, 반프레스토, 반다이                                         |
| 2005 | 길티 기어 XX 슬래시                                                   | 세가 나오미, 플레이스테이션 2, 플레이스테이션 포터블                                                                  | Sammy Studios, SEGA                                                |
| 2006 | 길티 기어 XX 엑센트 코어                                              | 세가 나오미, 플레이스테이션 2, Wii                                                                                    | Sammy Studios, 아크시스 게임스 (US)                                |
| 2007 | 길티 기어 2: 오버추어                                                 | 엑스박스 360, 마이크로소프트 윈도우                                                                                   | 아크 시스템 웍스, 아크시스 게임스, 505 게임스                      |
| 2007 | 배틀 판타지아                                                         | 타이토 타입 X2, 플레이스테이션 3, 엑스박스 360, 마이크로소프트 윈도우, 플레이스테이션 포터블                          | 아크 시스템 웍스, 아크시스 게임스, 505 게임스                      |
| 2007 | 호시가미 리믹스                                                       | 닌텐도 DS | AS네트웍스, 아크시스 게임스, 505 게임스                            |
| 2008 | 길티 기어 XX 엑센트 코어 플러스                                       | 플레이스테이션 2, 플레이스테이션 포터블, Wii, 엑스박스 360, 플레이스테이션 3                                          | 사미, 아크 시스템 웍스 (Wii)                                       |
| 2008 | 블레이블루: 캘러미티 트리거                                           | 타이토 타입 X2, 플레이스테이션 3, 엑스박스 360, 마이크로소프트 윈도우, 플레이스테이션 포터블                          | Arc System Works/Aksys Games/PQube and Zen United                  |
| 2008 | 전국 바사라 X                                                         | 남코 시스템 246, 플레이스테이션 2                                                                                     | Capcom                                                             |
| 2008 | 초열혈고교 쿠니오군 피구부                                            | 닌텐도 DS | Arc System Works/Aksys Games                                       |
| 2008 | 탐정 진구지 사부로 DS                                                 | 닌텐도 DS | Arc System Works/WorkJam                                           |
| 2008 | 프티 콥터                                                             | Wii | Aqua System                                                        |
| 2008 | Family Table Tennis                                                   | Wii | 아크시스 게임스                                                    |
| 2009 | Family Glide Hockey                                                   | Wii | 아크시스 게임스                                                    |
| 2009 | Family Pirate Party                                                   | Wii | 아크시스 게임스                                                    |
| 2009 | Family Mini Golf                                                      | Wii | 아크시스 게임스                                                    |
| 2009 | Family Slot Car Racing                                                | Wii | 아크시스 게임스                                                    |
| 2009 | Family Card Games                                                     | Wii | 아크시스 게임스                                                    |
| 2009 | Family Grand Tennis                                                   | Wii | 아크시스 게임스                                                    |
| 2009 | 블레이블루: 컨티뉴엄 시프트                                           | 타이토 타입 X2, 플레이스테이션 3, 엑스박스 360                                                                        | Arc System Works/Aksys Games/Arc System Works UK                   |
| 2009 | Animal Puzzle Adventure                                               | DSiWare |                                                                    |
| 2009 | Okiraku Sugoroku                                                      | Wii |                                                                    |
| 2009 | Jazzy Billiards                                                       | 닌텐도 DSi |                                                                    |
| 2009 | 오셀로                                                                | 마이크로소픝 윈도우, 닌텐도 3DS, 닌텐도 DSi, 플레이스테이션 포터블, 플레이스테이션 비타, Wii, Wii U, 닌텐도 스위치    | 아크 시스템 웍스                                                   |
| 2010 | 블레이블루: 컨티뉴엄 시프트 II                                        | 타이토 타입 X2, 플레이스테이션 포터블, 닌텐도 3DS                                                                     | Arc System Works/Aksys Games/Arc System Works UK                   |
| 2010 | BlayzBloo: Super Melee Brawlers Battle Royale                         | DSiWare | 아크 시스템 웍스                                                   |
| 2011 | 하드 코어: 업라이징                                                   | 플레이스테이션 3, 엑스박스 360                                                                                        | 코나미                                                             |
| 2011 | 누라리횬의 손자: 백귀요란 대전                                        | 플레이스테이션 3, 엑스박스 360                                                                                        | 코나미                                                             |
| 2012 | 블레이블루: 크로노판타즈마                                            | 타이토 타입 X2, 플레이스테이션 3, 플레이스테이션 비타                                                                 | Arc System Works/Aksys Games                                       |
| 2012 | 길티 기어 XX 엑센트 코어 플러스 R                                     | 아케이드, 플레이스테이션 비타, 마이크로소프트 윈도우, 닌텐도 스위치                                                   | Sammy Studios/Arc System Works (Steam)                             |
| 2012 | 블레이블루: 컨티뉴엄 시프트 익스텐드                                  | 플레이스테이션 비타, 플레이스테이션 3, 엑스박스 360, 플레이스테이션 포터블, 마이크로소프트 윈도우                     | Arc System Works/Aksys Games/Arc System Works UK                   |
| 2012 | 페르소나 4 아레나                                                     | 타이토 타입 X2, 플레이스테이션 3, 엑스박스 360                                                                        | 아틀러스                                                           |
| 2012 | 고교사의 소녀                                                         | 닌텐도 3DS | 아크 시스템 웍스                                                   |
| 2012 | Phi Brain: Kizuna no Puzzle                                           | 플레이스테이션 포터블                                                                                                 | 아크 시스템 웍스                                                   |
| 2013 | 페르소나 4 아레나 얼티맥스                                            | 타이토 타입 X2, 플레이스테이션 3, 엑스박스 360, 닌텐도 스위치, 플레이스테이션 4, 마이크로소프트 윈도우                | Atlus/Sega                                                         |
| 2013 | 엑스블레이드 코드: 엠브리오                                           | 플레이스테이션 3, 플레이스테이션 비타, 마이크로소프트 윈도우                                                          | Arc System Works/Aksys Games/Funbox Media                          |
| 2013 | Magical Beat                                                          | 플레이스테이션 비타                                                                                                   |                                                                    |
| 2014 | 길티 기어 Xrd -SIGN-                                                  | 세가 링에지 2, 플레이스테이션 3, 플레이스테이션 4, 마이크로소프트 윈도우                                              | Arc System Works/Aksys Games                                       |
| 2014 | 블레이블루: 크로노판타즈마 익스텐드                                   | 타이토 타입 X2, 플레이스테이션 3, 플레이스테이션 비타, 엑스박스 원, 플레이스테이션 4, 마이크로소프트 윈도우           | Arc System Works/Aksys Games                                       |
| 2014 | Conveni Dream                                                         | 닌텐도 3DS | 아크 시스템 웍스                                                   |
| 2014 | Fantasy Hero: Unsigned Legacy                                         | 플레이스테이션 비타                                                                                                   |                                                                    |
| 2015 | Downtown Nekketsu Koushinkyoku: Soreyuke Daiundoukai All-Star Special | 플레이스테이션 3 | 아크 시스템 웍스                                                   |
| 2015 | Family Tennis SP                                                      | Wii U | Aksys Games                                                        |
| 2015 | 블레이블루: 센트럴 픽션                                               | 타이토 타입 X2, 플레이스테이션 3, 플레이스테이션 비타, 마이크로소프트 윈도우, 닌텐도 스위치                           | Arc System Works/Aksys Games/PQube                                 |
| 2015 | 엑스블레이드 로스트: 메모리즈                                         | 플레이스테이션 3, 플레이스테이션 비타                                                                                 | Arc System Works/Aksys Games                                       |
| 2015 | 드래곤볼 Z 초궁극무투전                                               | 닌텐도 3DS | 반다이 남코 엔터테인먼트                                           |
| 2016 | 길티 기어 Xrd -REVELATOR-                                             | 세가 링에지 2, 플레이스테이션 3, 플레이스테이션 4, 마이크로소프트 윈도우                                              | Arc System Works/Aksys Games/Sony Interactive Entertainment (Sign) |
| 2016 | Chase: Cold Case Investigations - Distant Memories                    | 닌텐도 3DS | Arc System Works/Aksys Games                                       |
| 2016 | Inferno Climber                                                       | 플레이스테이션 4, 닌텐도 스위치, 마이크로소프트 윈도우                                                                |                                                                    |
| 2016 | One Piece: Great Pirate Colosseum                                     | 닌텐도 3DS | Bandai Namco Entertainment                                         |
| 2016 | 다운타운 난투행진곡: 배틀로얄 스페셜                                  | 플레이스테이션 4, 마이크로소프트 윈도우                                                                               | Arc System Works, H2 Interactive                                   |
| 2017 | 더블 드래곤 IV                                                        | 플레이스테이션 4, 엑스박스 원, 닌텐도 스위치, 마이크로소프트 윈도우                                                   | 아크 시스템 웍스                                                   |
| 2017 | Simple Mahjong Online                                                 | 닌텐도 스위치 | 아크 시스템 웍스                                                   |
| 2017 | Happy Birthdays                                                       | 플레이스테이션 4, 닌텐도 스위치, 마이크로소프트 윈도우                                                                | 니폰이치 소프트웨어                                                |
| 2017 | Jake Hunter Detective Story: Ghost of the Dusk                        | 닌텐도 3DS | Arc System Works / Orange                                          |
| 2017 | Shephy                                                                | 안드로이드, iOS, 닌텐도 스위치, 마이크로소프트 윈도우                                                                 | 아크 시스템 웍스                                                   |
| 2018 | 드래곤볼 파이터Z                                                      | 플레이스테이션 4, 엑스박스 원, 닌텐도 스위치, 마이크로소프트 윈도우                                                   | 반다이 남코 엔터테인먼트                                           |
| 2018 | 블레이블루: 크로스 태그 배틀                                          | 아케이드, 플레이스테이션 4, 닌텐도 스위치, 마이크로소프트 윈도우                                                      | 아크 시스템 웍스                                                   |
| 2019 | 열혈경파 쿠니오군 외전 River City Girls                               | 플레이스테이션 4, 플레이스테이션 5, 엑스박스 원, 닌텐도 스위치, 마이크로소프트 윈도우                                 | Arc System Works, WayForward Technologies                          |
| 2019 | 위저즈 심포니                                                         | 플레이스테이션 4, 닌텐도 스위치                                                                                       | 아크 시스템 웍스                                                   |
| 2019 | 다운타운 난투행진곡 마하!!                                            | 플레이스테이션 4, 닌텐도 스위치, 마이크로소프트 윈도우                                                                | 아크 시스템 웍스                                                   |
| 2019 | 열혈외전 멋지다! 코바야시                                             | 플레이스테이션 4, 엑스박스 원, 닌텐도 스위치, 마이크로소프트 윈도우                                                   | 아크 시스템 웍스                                                   |
| 2020 | 코드 시프터                                                           | 플레이스테이션 4, 엑스박스 원, 닌텐도 스위치, 마이크로소프트 윈도우                                                   | 아크 시스템 웍스                                                   |
| 2020 | 그랑블루 판타지 버서스                                                | 플레이스테이션 4, 마이크로소프트 윈도우                                                                               | Cygames (JP) 엑시드 게임스 (NA)                                    |
| 2021 | 길티 기어 스트라이브                                                  | 아케이드, 플레이스테이션 4, 플레이스테이션 5, 마이크로소프트 윈도우                                                   | Arc System Works (JP/NA) Bandai Namco Entertainment (AS/EU)        |
| 2022 | DNF 듀얼                                                              | 플레이스테이션 4, 플레이스테이션 5, 마이크로소프트 윈도우                                                             | 넥슨                                                               |